# Bardo (Pologne)
Pour les articles homonymes, voir Bardo.
Bardo est une ville de Pologne située dans la voïvodie de Basse-Silésie. Elle est le chef-lieu de la gmina de Bardo, dans le powiat de Ząbkowice Śląskie.

## Histoire
De 1742 à 1945, Wartha fait partie de l'arrondissement de Frankenstein-en-Silésie dans le district de Breslau au sein de la province de Silésie.

## Jumelage
- Česká Skalice (Tchéquie)
- Tarnowo Podgórne (Pologne)